# 프로솔로네
프로솔로네(이탈리아어: Frosolone)는 이탈리아 몰리세주 이세르니아도의 코무네다. 캄포바소로부터 서쪽 20km 이세르니아 동쪽 20km 거리에 있다. 프로솔로네는 역사적으로 칼과 가위 같은 날을 만드는 것으로 유명하다.